# Martín Zapata
Martín Zapata (Mendoza, 1811 - Mendoza, 1861) fue un político argentino, miembro del Congreso que sancionó la Constitución Argentina de 1853.

## Biografía
Estudió en su ciudad natal y se recibió de abogado en Santiago de Chile en octubre de 1832. Fundó allí una Academia de Ciencias y Letras, ejerció la abogacía y fue designado defensor de Pobres ante el fuero criminal.
Regresado a Mendoza hacia 1837, tuvo una participación marginal en el Partido Unitario, de modo que debió huir de nuevo a Chile tras la batalla de Rodeo del Medio. De allí pasó a Montevideo, donde residió algún tiempo y colaboró en la defensa contra el sitio de la ciudad. De regreso a Mendoza en 1845, colaboró con el gobernador Pedro Pascual Segura Cuando este fue a su vez derrocado dos años más tarde por Alejo Mallea, se exilió nuevamente en Chile.
Se dedicó al periodismo y a la enseñanza en una escuela secundaria privada, fue secretario de la Comisión Argentina que presidía Juan Gregorio de Las Heras y tradujo algunos cuentos de Lord Byron. Después de la batalla de Caseros formó parte del «Club Constitucional» fundado por Juan Bautista Alberdi en Valparaíso.
El 25 de julio de 1852 fue elegido diputado al Congreso Constituyente que debía reunirse en Santa Fe, probablemente por iniciativa de Segura, que había regresado al gobierno. Dado que permanecía aún en Chile, debió esperar al fin del invierno para regresar a su país. En lugar de marchar directamente a su destino, se entretuvo algunos meses en Mendoza antes de presentarse ante el Congreso, el 9 de febrero de 1853.
Pese a su fama de letrado, tuvo escasa participación en el Congreso; pronunció un sonoro discurso en contra de la iniciativa de su presidente Facundo Zuviría de aplazar la sanción de una constitución, formó parte de la Comisión de Asuntos Constitucionales, prácticamente no participó en la redacción del texto constitucional, abogó por la libertad de cultos y votó favorablemente la Constitución Argentina de 1853. Formó parte de la comisión que llevó hasta San José de Flores el texto constitucional para presentarlo al Director Provisional de la Confederación, Justo José de Urquiza, y a su regreso apoyó en todo los tratados de libre navegación de los ríos suscriptos por este.
Instalado el Congreso de la Confederación en Paraná, el Senado lo nombró miembro de la Corte Suprema de Justicia, pero ésta no llegó a reunirse. En 1856 fue elegido senador nacional por su provincia, integrando las comisiones de Hacienda y de Negocios Constitucionales.
Durante un receso del Congreso, se encontraba en la ciudad de Mendoza, donde falleció como una de los miles de víctimas del terremoto de Mendoza de 1861, ocurrido el 20 de marzo de 1861.
En 1912 se creó en la ciudad de Mendoza la Escuela de Comercio "Martín Zapata", en homenaje al constituyente mendocino. La institución continúa hasta la actualidad y es uno de los colegios secundarios más afamados de la provincia. Junto con otros cuatro colegios depende de la Universidad Nacional de Cuyo.